# Wittelsbacherbrunnen (Passau)

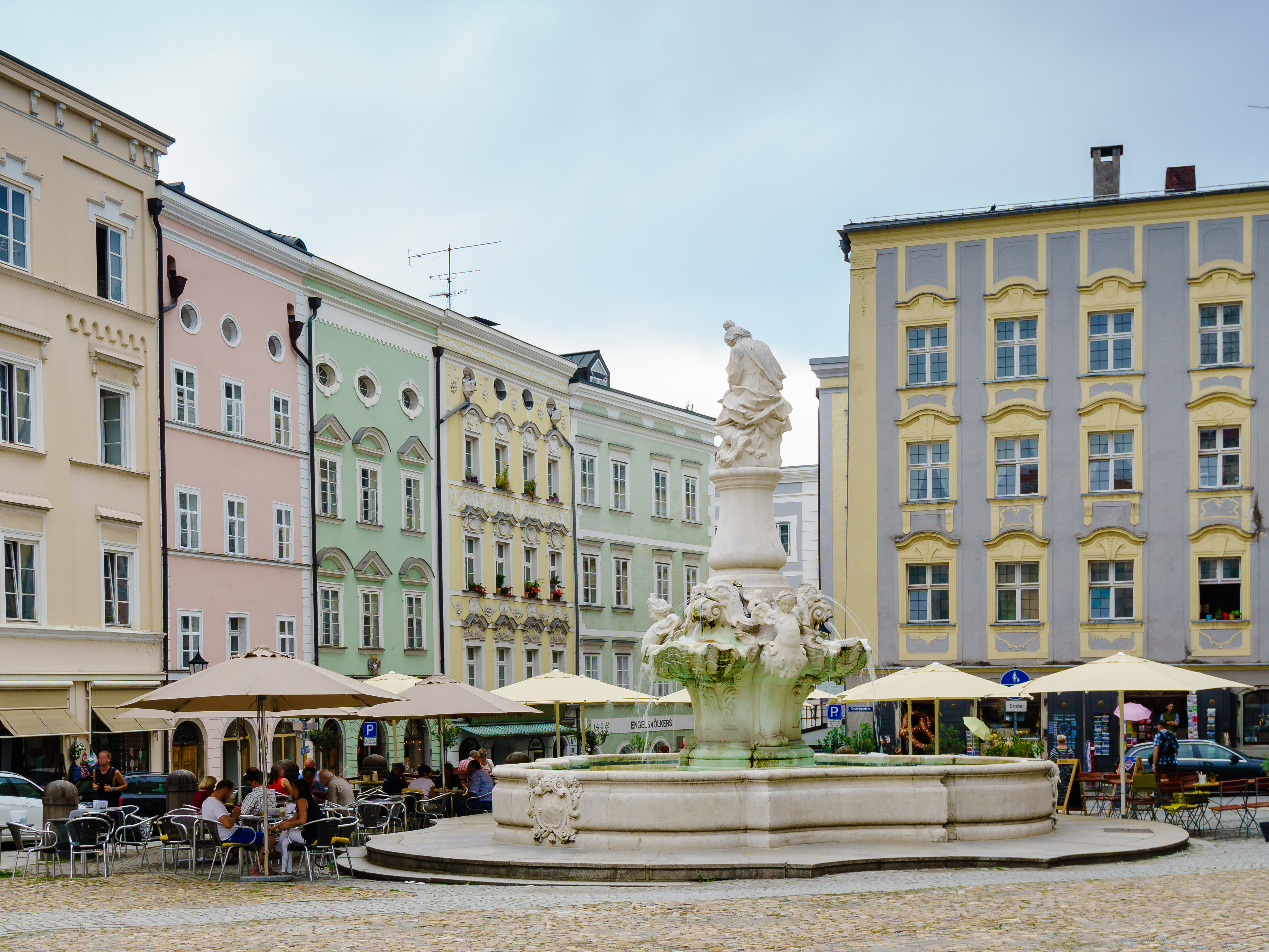
Der Wittelsbacherbrunnen in Passau

Der Wittelsbacherbrunnen befindet sich auf dem Residenzplatz in Passau. Er wurde von 1904 bis 1906 durch den Prinzregenten Luitpold vom Bildhauer Jakob Bradl im neubarocken Stil erbaut, und zur Erinnerung an die 100-jährige Zugehörigkeit der Stadt Passau zum Königreich Bayern 1903 gewidmet.
Der Brunnen besteht aus drei Teilen: dem Becken mit der Inschrift, dem Wappen Passaus und dem Wappen Bayerns; der Säule mit Delfinen, Muscheln und Engelsfiguren, die die in Passau zusammenfließenden Flüsse Donau, Ilz und Inn symbolisieren, und der bekrönenden Marienfigur.